# James McGee
James McGee (ur. 10 czerwca 1987 w Dublinie) – irlandzki tenisista, reprezentant kraju w Pucharze Davisa.

## Kariera tenisowa
Zawodowym tenisistą McGee jest od 2008.
W zawodach ATP Challenger Tour wygrał jeden tytuł.
Od roku 2009 reprezentuje Irlandię w Pucharze Davisa.
W rankingu gry pojedynczej najwyżej był na 146. miejscu (22 czerwca 2015), a w klasyfikacji gry podwójnej na 430. pozycji (17 maja 2010).

### Zwycięstwa w turniejach ATP Challenger Tour w grze pojedynczej
| Końcowy wynik | Nr | Data             | Turniej | Nawierzchnia | Przeciwnik       | Wynik finału  |
| ------------- | -- | ---------------- | ------- | ------------ | ---------------- | ------------- |
| Zwycięzca     | 1. | 18 września 2016 | Cary    | Twarda       | Ernesto Escobedo | 1:6, 6:1, 6:4 |